# Philine von Bargen
Philine von Bargen (* 9. August 1991 in Emmerich) ist eine deutsche Fußballspielerin, die beim 1. FC Köln unter Vertrag steht.

## Karriere
Von Bargen startete ihre Seniorenkarriere 2008 beim Niederrheinligist SV Rees und wechselte im Sommer 2010 zur SG Essen-Schönebeck in die Bundesliga. Dort gab sie am 2. Spieltag der Saison 2010/11 bei der 0:2-Heimniederlage gegen den FCR 2001 Duisburg ihr Debüt, als sie in der 46. Minute für Ilka Pedersen eingewechselt wurde. Im weiteren Verlauf der Saison kam sie zu drei weiteren (Kurz-)Einsätzen in der Bundesliga. Im Sommer 2011 schloss sie sich dem Zweitligisten 1. FC Köln an. Nachdem sie mit den Kölnerinnen 2013 und 2014 als jeweils Zweitplatzierter der 2. Bundesliga Süd den Aufstieg in die Bundesliga noch knapp verpasst hatte, gelangr der Mannschaft 2015 schließlich der Gewinn der Meisterschaft und der damit verbundene Aufstieg.

## Erfolge
- Meister 2. Bundesliga Süd 2014/15 und Aufstieg in die Bundesliga (mit dem 1. FC Köln)